# 莞島樹木園

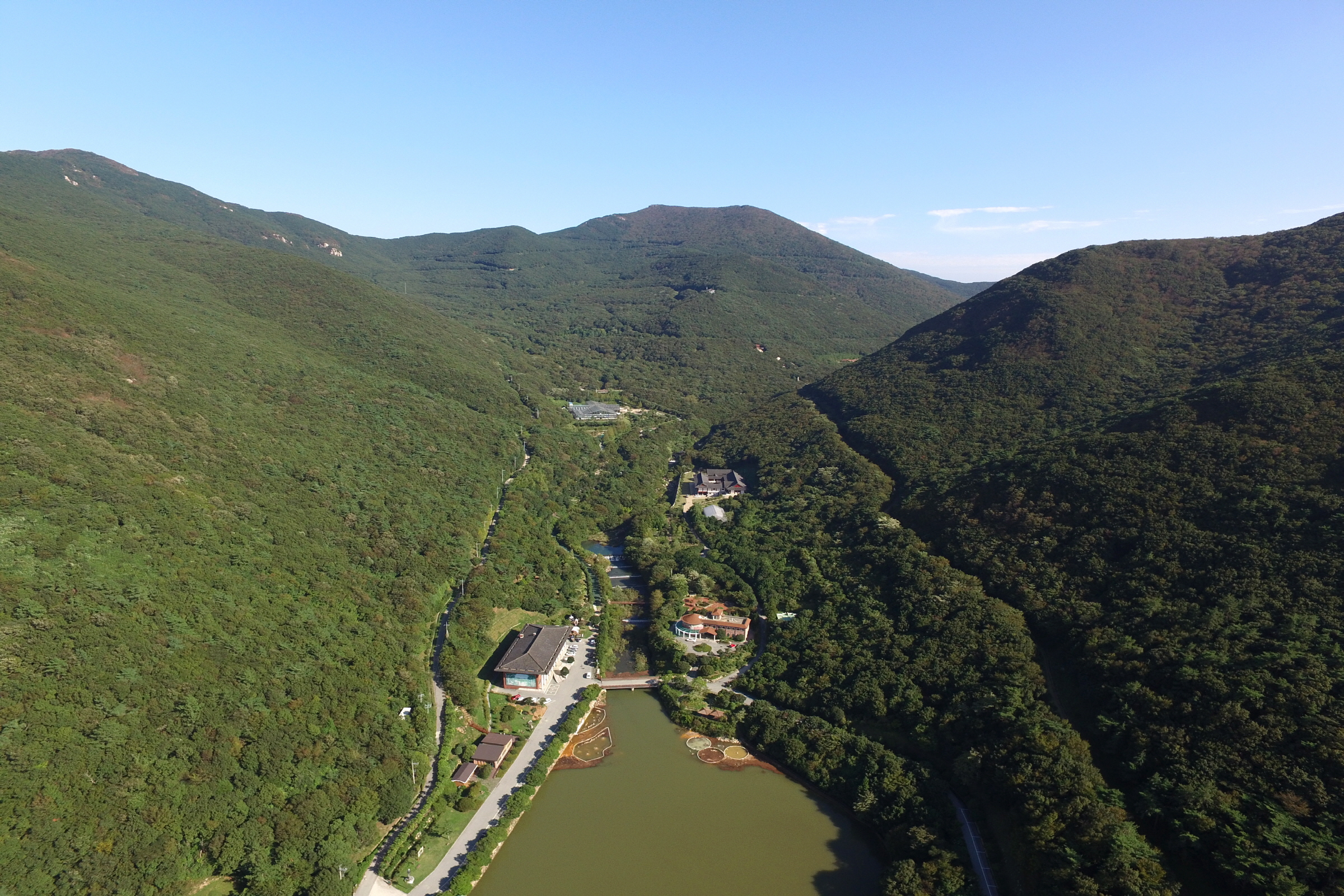
莞島樹木園

莞島樹木園（ワンドじゅもくえん）は大韓民国全羅南道莞島郡郡外面大門里にある公立樹木園である。運営主体は全羅南道で、2,050haの面積を誇る大韓民国唯一の暖帯樹木園であり、韓国内で最大の暖帯林の自生地である。

## 特徴
人間の暮らしと山林の効能に関するモデルを提示して質の高い森林、文化、休養の機会を提供する目的で作られた莞島樹木園は、大韓民国国土の15%である暖帯地方に位置している暖帯樹木園である。暖帯林とは年平均気温14°C以上、1月の平均気温0°C以上、降水量は1,300~1,500mm、北緯35度の南海岸と済州道、鬱陵島地域など大韓民国の中で最も日較差が少なく、雨が多く降る地域として見られる独特の常緑広葉樹林がある。莞島樹木園は常緑広葉自生樹林が2,000余りhaに分布しており、暖帯林を代表するツバキ、スダジイ、モチノキ、タブノキ、ユズリハ、シラカシなど造園、食用や薬用として価値が高い植物資源の宝庫である。

## 主要施設
樹木園の総面積は2050haであり、保有樹木は3801種である。このうち暖帯性植物を含めた自生植物が752種で、植物を形態・分類学上、種別で収集して展示・保全している30余りの専門小園に2876種がある。代表的な専門小園としては斑入り植物園、芳香植物園、水生植物園、郷土工芸院、つばき果園、針葉樹園などがある。3196m²の亜熱帯温室には椰子類、観葉植物類、熱帯果物類、ハーブ類など200種余りを展示している熱帯・亜熱帯植物園と、様々なサボテン300種余りを展示しているサボテン・多肉植物園がある。その他に森林博物館、森林環境教育館、教育管理棟、展望台、暖帯林探訪路などがある。